# هتل و کازینوی اکسکالیبر
هتل و کازینوی اکسکالیبِر (به انگلیسی: Excalibur Hotel and Casino) نام یک هتل و کازینو در شهر لاس وگاس آمریکا است.
سبک (theme) این هتل، برگرفته و گرامی‌دارندهٔ انیمیشن‌های کمپانی والت دیسنی می‌باشد.

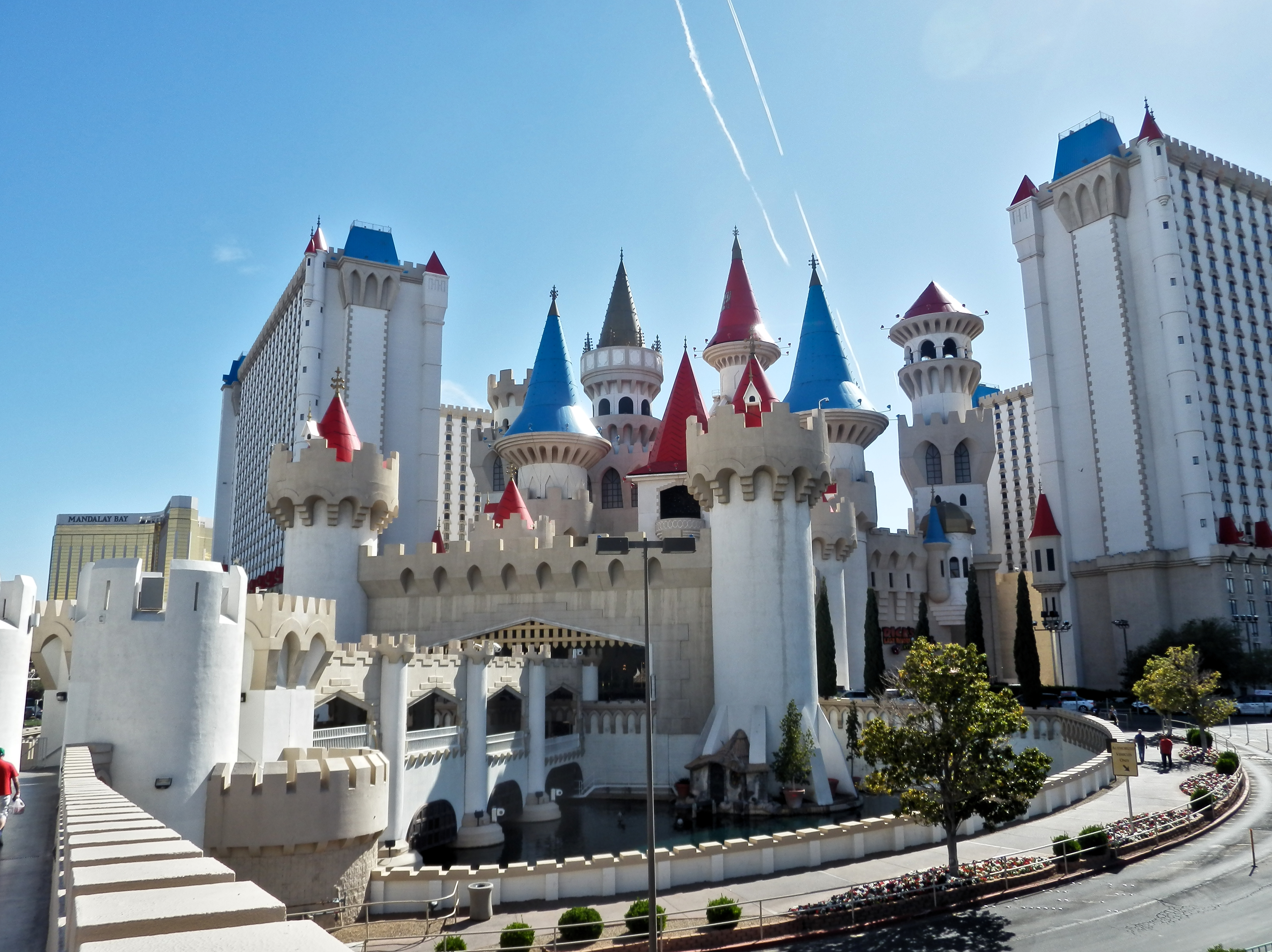